# Hoia
Hoia is een geslacht van eenoogkreeftjes uit de familie van de Chondracanthidae. De wetenschappelijke naam is voor het eerst geldig gepubliceerd in 1986 door Avdeev & Kazachenko.

## Soorten
- Hoia hoi Avdeev & Kazachenko, 1985